# Isia Isgour
Isia Isgour, né à Minsk (Empire Russe) le 21 août 1913 et décédé à Ixelles (Bruxelles, Royaume de Belgique) le 6 juillet 1967, est un architecte belge qui fut l'un des premiers après guerre à avoir doté le paysage architectural de Belgique de constructions résolument modernistes où le fer, le béton et le verre avaient leur part belle.

## Biographie

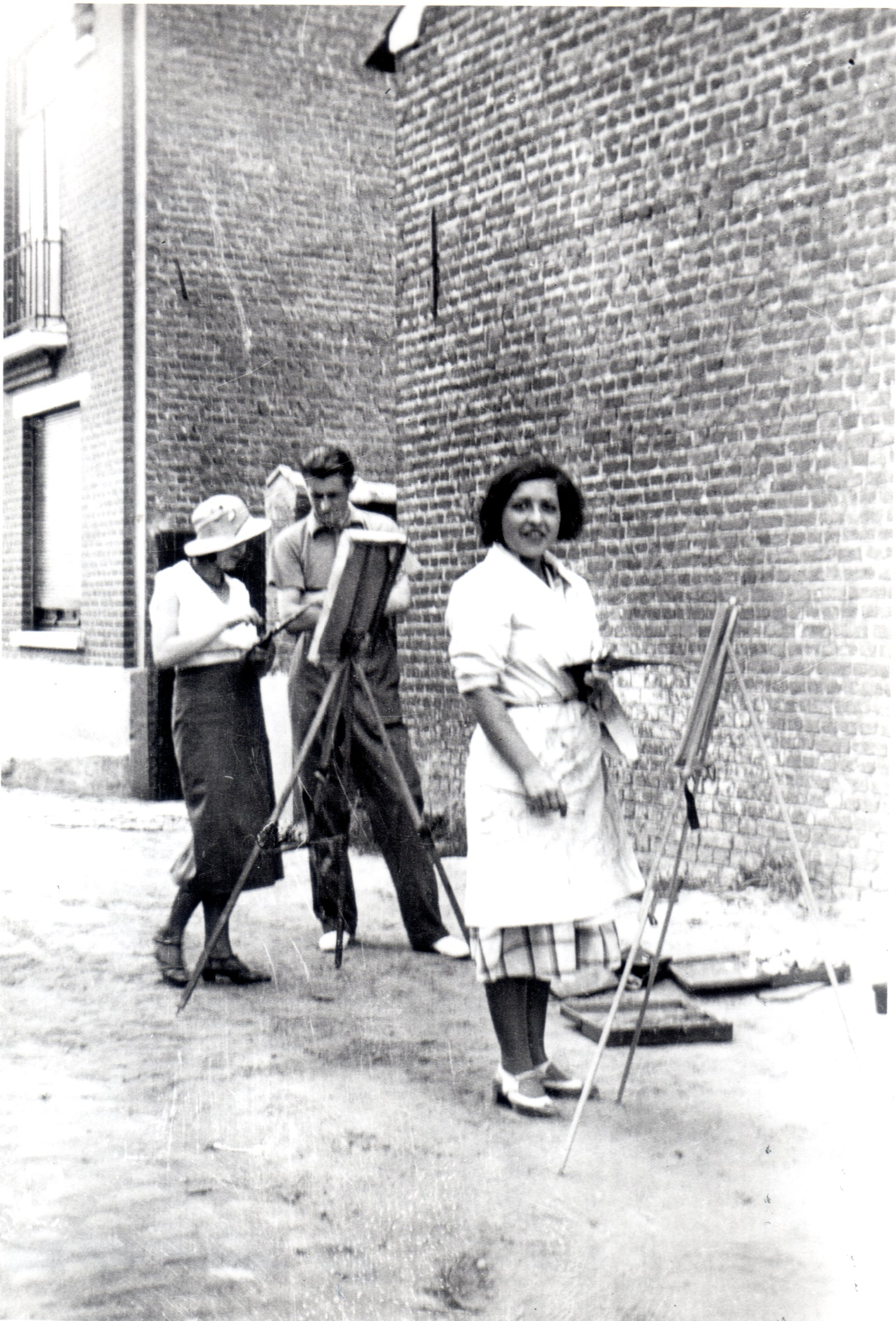
À l'avant plan, la peintre Goda Isgour, sœur d'Isia Isgour, à Dilbeek, le 20 août 1932. À l'arrière plan, Lismonde peignant en compagnie de la peintre Rachel De Bièvre (Photo par l'architecte Léon van Dievoet).

Il étudie de 1931 à 1935 à l'Académie royale des beaux-arts de Bruxelles où sa sœur Goda Isgour, peintre talentueuse, suit les cours dans cet art.
Il parvient avant le déchaînement de la seconde guerre mondiale à quitter la Belgique et s'installe en Suisse où il se perfectionne en urbanisme à Genève.
Revenu après le conflit et désireux d'encore se perfectionner dans ce qu'il a acquis à Genève, il étudie encore à l'ULB pour approfondir cette nouvelle tendance qu'est l'urbanisme.
Il est membre de la S.A.D.Br..
Il était l'époux de Liane Ranieri, morte à 93 ans le 31 mars 2023, historienne, professeur d'Université, écrivain, qui fut également la première femme journaliste à la Radio Télévision Belge.

## Œuvre
Il est l'auteur des premiers bureaux fonctionnalistes de Bruxelles, inaugurant ainsi un mouvement incontrôlé par la suite. De lui aussi, de nombreux bâtiments industriels, d'hôpitaux, de prisons, surtout dans les cités industrieuses du Limbourg.

### Dans le Limbourg
- 1950 "Hôtel des Charbonnages" à Houthalen-Helchteren
- 1954 Centre culturel "Casino Meulenberg" à Houthalen-Helchteren (en 2009 protégé comme monument)
- 1956 Centre culturel à Hasselt,  en collaboration avec Etienne Vreven et Louis Peeters.
- 1957-1958 École dans un charbonnage "Technisch Instituut Kempisch Bekken" à Houthalen-Helchteren.
- 1963 Centre sportif  de Genk (le projet d'Isgour date de 1963; les travaux furent entrepris juste après sa mort, ce bâtiment fut classé en 2009 comme monument).

### à Bruxelles
De cette œuvre abondante, un bâtiment est devenu classique et fait désormais partie intégrante du paysage et de l'imagerie carte-postale de Bruxelles:
- 1964: la piscine Poséidon à Woluwe-Saint-Lambert.